# Dichelachne micrantha
Dichelachne micrantha är en gräsart som först beskrevs av Antonio José Cavanilles, och fick sitt nu gällande namn av Karel Domin. Dichelachne micrantha ingår i släktet Dichelachne och familjen gräs. Inga underarter finns listade i Catalogue of Life.